# SOFIX
Le SOFIX est un indice boursier de la bourse de Sofia, composé des 15 principales capitalisations boursières du pays.

## Composition
Au 21 juin 2011, l'indice  se composait des titres suivants :
| Symbole | Société                      | Poids indiciel | Secteur               |
| ------- | ---------------------------- | -------------- | --------------------- |
| 6A6 BU  | Advance Terrafund            | 9.61 %         | Finance               |
| 6AB BU  | Albena                       | 6.01 %         | Consommation cyclique |
| 5BU BU  | Bulgarian Real Estate Fund   | 3.85 %         | Finance               |
| 5F4 BU  | Parva Investitsionna Banka   | 6.76 %         | Finance               |
| 4CF BU  | Centralna Kooperativna Banka | 4.67 %         | Finance               |
| 6C4 BU  | Chimimport                   | 11.62 %        | Industrie             |
| 6C9 BU  | Corporate Commercial Bank    | 7.48 %         | Finance               |
| 5DOV BU | Doverie Holding              | 3.56 %         | Finance               |
| E4A BU  | Enemona AD-Kozloduy          | 2.77 %         | Industrie             |
| 4EH BU  | Eurohold Bulgaria            | 5.76 %         | Finance               |
| 4ID BU  | Industrial Holding Bulgaria  | 3.69 %         | Industrie             |
| 6K1 BU  | Kaolin                       | 4.94 %         | Matériaux             |
| 5MB BU  | MonBat                       | 8.41 %         | Industrie             |
| 3JR BU  | Sopharma                     | 14.3 %         | Santé                 |
| 5SR BU  | Stara Planina Hold           | 6.57 %         | Industrie             |